# Miguel Berdiel
Miguel Ali Berdiel Aponte (Ponce, 27 dicembre 1983) è un cestista portoricano.

## Carriera
Con Porto Rico ha disputato due edizioni dei Giochi panamericani (Rio de Janeiro 2007, Guadalajara 2011).